# Gola Dzierżoniowska

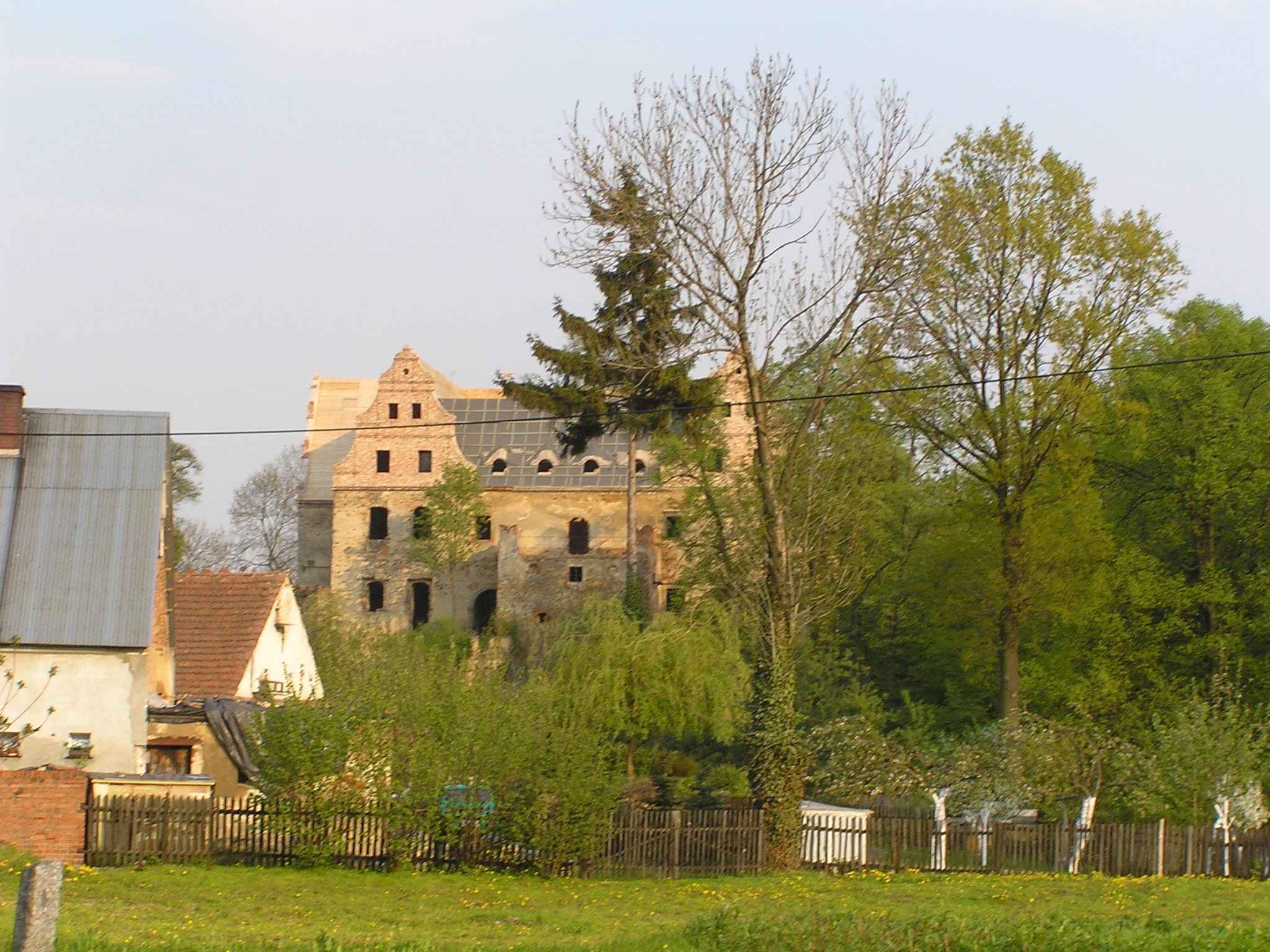
Schlossruine

Gola Dzierżoniowska ([ˈɡɔla d͡ʑerʐɔˈɲɔfska], deutsch Guhlau) ist ein Dorf in der Stadt- und Landgemeinde Niemcza (Nimptsch) im Powiat Dzierżoniowski der Woiwodschaft Niederschlesien in Polen.

## Lage
Gola Dzierżoniowska liegt etwa vier Kilometer nordwestlich von Niemcza (Nimptsch) und 18 Kilometer östlich von Dzierżoniów (Reichenbach).

## Geschichte
Dem Namen nach geht der Ort auf eine slawische Gründung zurück, die im Zuge der Ostkolonisation deutschrechtlich besiedelt wurde. Erstmals erwähnt wurde „Gola“ 1210; 1371 ist es in der Schreibweise Gole belegt. Das Dorf gehörte zum piastischen Herzogtum Brieg, mit dem es 1675 durch Heimfall an Böhmen fiel. Das örtliche Renaissance-Schloss gab 1580 der damalige Gutsbesitzer Leonhard von Rohnau in Auftrag. 1626 gehörte es dem George von Rohnau. Laut der Inschrift am Schlossportal war der Eigentümer nach Aussterben der Rohnau 1668 Johann Friedrich Kasimir von Hentschel. 1702 erbte den Landsitz dessen Sohn Johann Gottfried Baron Hentschel von Gutschdorf.   
Nach dem Ersten Schlesischen Krieg fiel Guhlau 1741/42 an Preußen. Die alten Verwaltungsstrukturen wurden aufgelöst und Guhlau in den Landkreis Reichenbach eingegliedert, mit dem es bis zu seiner Auflösung 1945 verbunden blieb. 1785 gehörte es einem Justizrat von Seidlitz auf Girlachsdorf und bestand aus einem Vorwerk, 30 Gärtnern, sechs Häuslern und 200 nach Girlachsdorf eingepfarrten Einwohnern. Mitte des 19. Jahrhunderts gehörte die Grundherrschaft dem königlichen Landrat und Landesältesten von von Prittwitz-Gaffron. 1845 zählte Guhlau 45 Häuser, ein Schloss, ein Vorwerk, 327 Einwohner (78 katholisch und der Rest evangelisch), eine Windmühle, eine herrschaftliche Brauerei, eine Brennerei, zwei Wirtshäuser, 16 Baumwollwebstühle, sechs Handwerker und 833 Merino-Schafe. Die Einwohner waren evangelisch nach Nimptsch und katholisch nach Girlachsdorf gepfarrt. Zur Gemeinde gehörte auch die Kolonie Johannisthal, die schon vor der preußischen Besitznahme existierte, bestehend aus 19 Häusern, einer Försterei, 93 Einwohnern, davon 30 katholisch und der Rest evangelisch.
Als Folge des Zweiten Weltkriegs fiel Guhlau 1945 mit dem größten Teil Schlesiens an Polen. Nachfolgend wurde es in Gola Dzierżoniowska umbenannt. Die einheimische deutsche Bevölkerung wurde weitgehend vertrieben. Die neu angesiedelten Bewohner waren teilweise Zwangsumgesiedelte aus Ostpolen, das an die Sowjetunion gefallen war.

## Sehenswürdigkeiten
- Schloss Guhlau, steht unter Denkmalschutz.[4]

## Persönlichkeiten
- Leonard von Rohnau (* 1580)
- Johann Friedrich Kasimir von Hentschel (1637–1698)
- Christian Moritz von Prittwitz und Gaffron (* 1870)
- Falk von Wangelin (* 1939)